# Vir
Pour les articles homonymes, voir Vir (homonymie).
Vir est une île de Croatie situé en Dalmatie, dans le comitat de Zadar. Le nom Vir vient probablement du dalmate ueru qui signifie « prairie ».

## Géographie
L'île de Vir est divisée en deux parties. Le nord de l'île est principalement composé de collines et de forêts et il comprend quelques quartiers pavillonnaires comme Torovi ou Ložice ; une route parcourt la côte. Le sud de l'île est une plaine peu vallonnée où se situe la ville de Vir. la ville est répartie sur toute la largeur de l'île et est divisée en quartiers.[réf. souhaitée]

## Histoire
Depuis les années 1970, l'île est relié au continent par un pont. Dans les années 1980, le gouvernement yougoslave eut comme projet de construire une centrale nucléaire sur l'ile, par conséquent le prix du logement baissa fortement si bien que les constructions se multiplièrent. La centrale ne fut jamais construite. En 2006, nombres de ces habitations furent détruites parce qu'elle ne répondaient pas aux normes d'aménagement du littoral.

## Administration
L'ile compte une seule municipalité, Vir comptant 1608 habitants,. Vir dépend du comitat de Zadar.